# Death Stranding
Death Stranding je akční videohra z roku 2019, kterou vyvinula společnost Kojima Productions a vydala společnost Sony Interactive Entertainment. Jedná se o první hru od režiséra Hidea Kodžimy a společnosti Kojima Productions po jejich rozchodu se společností Konami v roce 2015. V listopadu 2019 vyšla pro PlayStation 4 a v červenci 2020 následoval port pro Windows.
V září 2021 vyšla pro PlayStation 5. Pro iOS, iPadOS a macOS byla vydána v lednu 2024 a v listopadu téhož roku i pro Amazon Luna a Xbox Series X/S. Hru pro své konzole vydala společnost Sony, zatímco všechny ostatní verze vydala společnost 505 Games.
Pokračování, Death Stranding 2: On the Beach, vyšlo 26. června 2025 pro PlayStation 5.

## Děj
Hra se odehrává ve Spojených státech po katastrofické události, která způsobila, že se po Zemi začaly potulovat ničivé bytosti. Hlavní hrdina Sam Porter Bridges (Norman Reedus) má za úkol doručit zásoby do izolovaných kolonií a znovu propojit komunikační sít. Vedle Reeduse se ve hře jako vedlejší postavy objeví herci Mads Mikkelsen, Léa Seydoux, Margaret Qualley, Troy Baker, Tommie Earl Jenkins a Lindsay Wagner a také podobizny filmových režisérů Guillerma del Tora a Nicolase Windinga Refna.

## Hodnocení a prodeje
Hra získala vesměs pozitivní recenze. Kritici chválili herecké výkony, soundtrack, vizuální stránku, příběh a funkčnost multiplayeru. Názory na hratelnost se lišily. Hra byla nominována a získala několik ocenění, mimo jiné hru roku.
K červenci 2021 se hry celosvětově prodalo 5 milionů kopií. Řada hráčů později poznamenala, že prvky hry připomínají pandemii covidu-19, která začala během několika měsíců po jejím původním vydání.